# 伊豆新聞
伊豆新聞（いずしんぶん）は、静岡新聞・静岡放送の関連企業（静新SBSグループ）の伊豆新聞本社が発行する、静岡県伊豆地方の地方紙である。
発行部数は、伊豆新聞が31,875部、熱海新聞が2,820部、伊豆日日新聞が8,250部（公称、2019年1月時点）である。公式ウェブサイトは、伊豆新聞ネット、他に伊豆のポータルサイト「イズハピ」を開設している。

## 歴史
- 1948年 - 伊東市民新聞として創刊
- 1952年 - 日刊紙、ブランケット判に
- 1962年 - 伊豆新聞に改題
- 1977年2月25日 - 静新SBSグループ入り
- 1983年 - 姉妹紙として伊豆日日新聞を発刊
- 1992年 - 熱海新聞を統合
- 2006年 - カラー印刷を開始
- 2018年 - 紙面改革に伴いラテ欄廃止

## 発行新聞
カッコ内は発行対象地域
- 伊豆新聞（8ページ）
  - 伊東版 -（伊東市）
  - 下田・賀茂版 -（下田市、東伊豆町、河津町、南伊豆町、松崎町、西伊豆町、伊豆市（旧土肥町））
- 熱海新聞（8ページ）-（熱海市、神奈川県湯河原町）
- 伊豆日日新聞（4ページ）-（伊豆の国市、伊豆市、函南町、清水町、三島市、沼津市）

## 伊豆賞
伊豆半島で功績を挙げた人・団体に「伊豆賞」を授けている。
第41回～
- 2024年度（44回）-杉村英孝（ボッチャ日本代表）
- 2023年度（43回）- 特別賞：河津ジャガーズ
- 2022年度（42回）- 白輪剛史（体感型動物園iZoo園長）
- 2020年度（41回）- 田島整（上原美術館主任学芸員）、特別賞：三島南高校野球部

第31回～第40回
- 2019年度（40回）- 伊東高校城ケ崎分校美術部
- 2018年度（39回）- 伊豆半島ジオガイド協会、特別賞：韮山高校陸上部
- 2017年度（38回）- 伊東ジュニア陸上クラブ
- 2016年度（37回）- 伊藤勝敏（水中写真家）、特別賞：杉村英孝（ボッチャ日本代表）
- 2015年度（36回）- 中張窪石丁場遺跡を保存する会
- 2014年度（35回）- 静岡イーストエンジェルス
- 2013年度（34回）- 伊豆の国歴史ガイドの会
- 2012年度（33回）- あたみオアシス21・起雲閣ボランティア会
- 2011年度（32回）- 伊豆漁業協同組合
- 2010年度（31回）- 石部地区棚田保全推進委員会

第21回～第30回
- 2009年度（30回）- 重岡建治（彫刻家）